# 大石繁
大石 繁（おおいし しげる、1931年（昭和6年）12月22日 - 2013年（平成25年）7月31日）は、日本の実業家。元静岡ガス会長。

## 人物・来歴
1955年（昭和30年）、一橋大学経済学部卒業。同年4月、静岡ガス入社。1976年（昭和51年）、取締役、1978年（昭和53年）、常務を経て、1983年（昭和58年）、専務。1986年（昭和61年）、代表専務。1989年（平成元年）3月、同代表取締役社長。1999年（平成11年）、静岡朝日テレビ取締役を兼務。2001年（平成13年）3月、静岡ガス代表取締役会長、2006年（平成18年）3月、同最高顧問。
1999年（平成11年）6月、静岡商工会議所副会頭、2000年（平成12年）5月、静岡県障害者雇用促進協会会長、2001年（平成13年）5月、静岡県経営者協会会長、2003年（平成15年）5月、静岡交響楽協会理事長。2005年（平成17年）11月、旭日小綬章受章。

## 栄典
- 旭日小綬章